# Grand Châtelet
Il Grand Châtelet è stata una fortezza dell'Ancien Régime, che conteneva un palazzo di giustizia ed una sede della polizia e un certo numero di prigioni, situata a Parigi sulla rive droite della Senna, sul sito di quello che oggi è la Place du Châtelet.
L'area attorno al Châtelet era fetida a causa dell'odore di essiccazione del sangue proveniente dai macelli vicini e "l'emissario della fogna grande che colava nella Senna fra il Pont Notre-Dame e il Pont au Change".
Dal IX secolo, l'accesso ai due ponti che collegano l'île de la Cité di Parigi alle rive della Senna, erano protetti da due piccoli castelli, prima in legno e poi in pietra: Le Grand Châtelet, a nord, per proteggere l'accesso al Ponte Grande (oggi Pont au Change); il Petit Châtelet a sud, per proteggere l'accesso al Petit-Pont. A Parigi, quando si utilizza il nome « Châtelet » senza ulteriori specificazioni, ci si riferisce sempre al Grand Châtelet.

## Storia

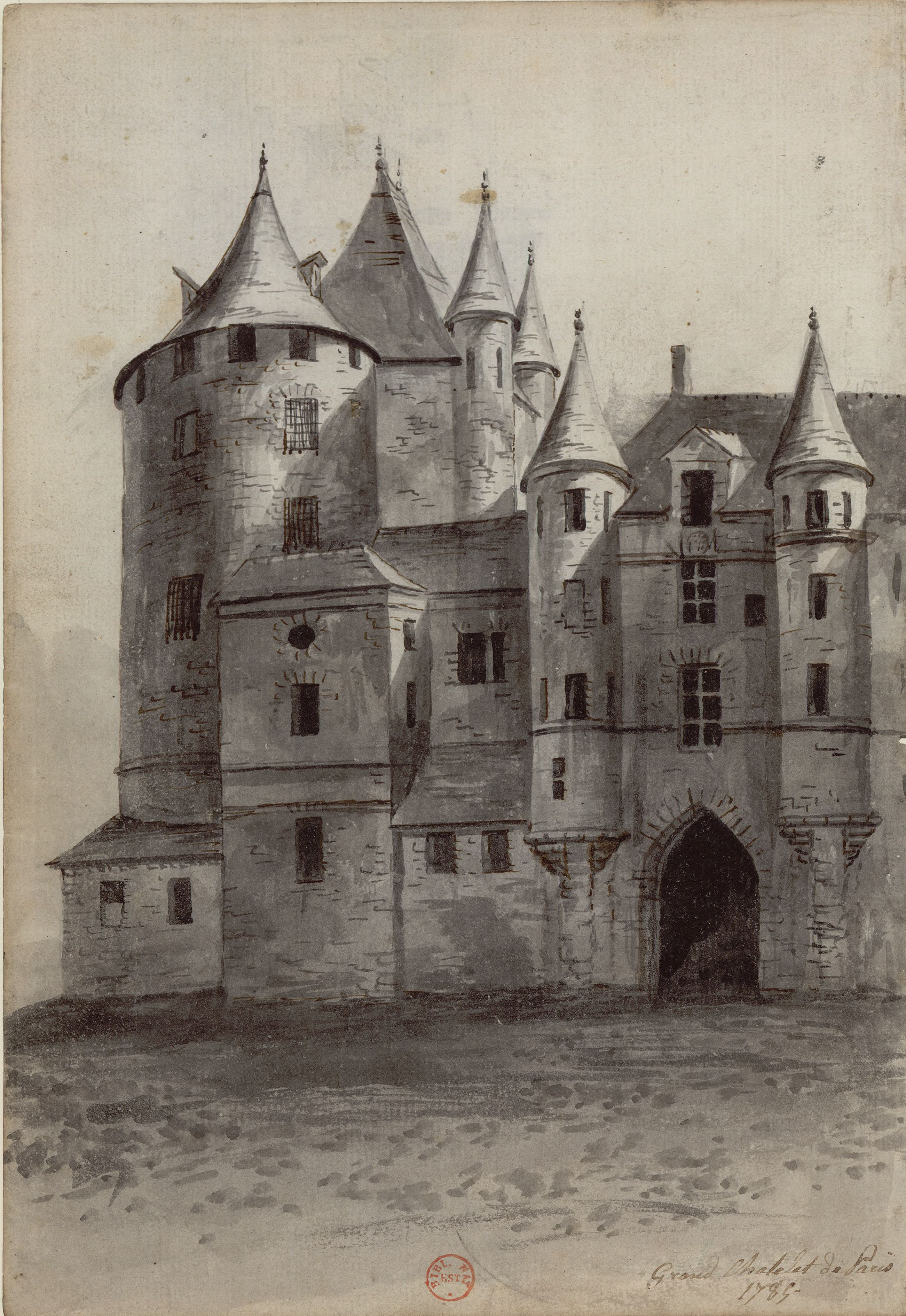
Le Grand Châtelet di Parigi.

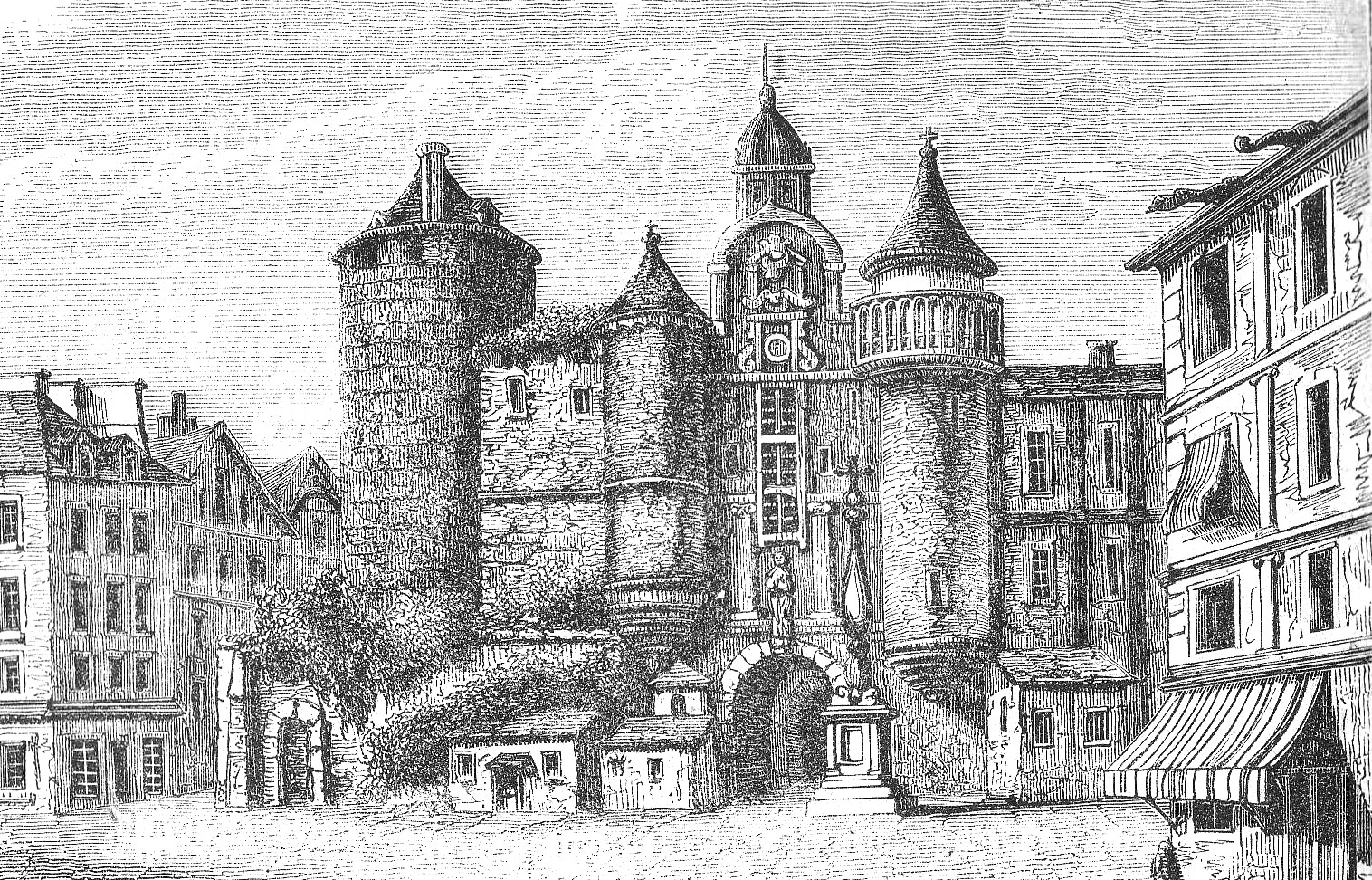
Grand Châtelet di Parigi verso il 1800.

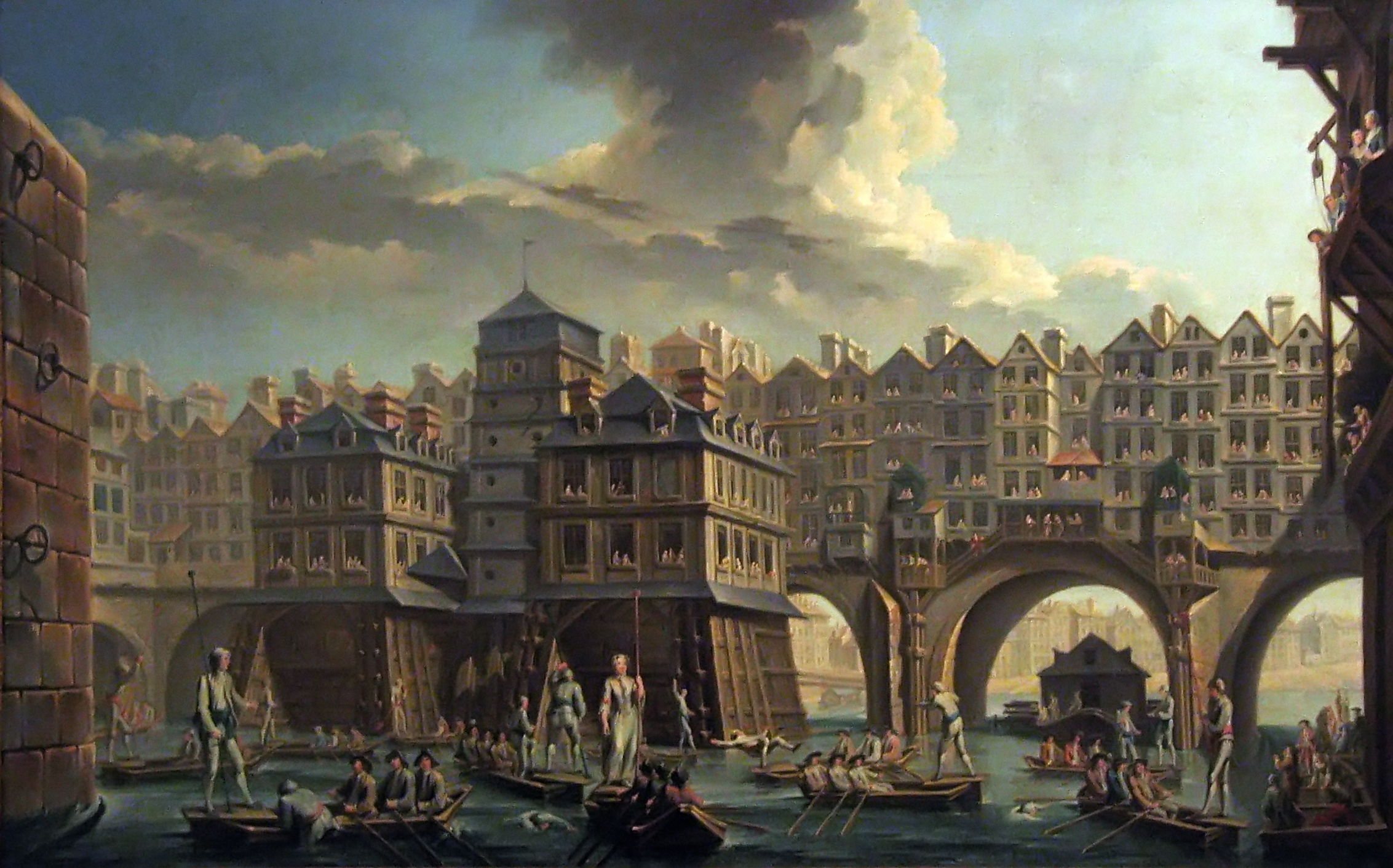
Le Pont au Change (ponte grande) dipinto nel 1756 dal Pont Notre-Dame da Nicolas-Jean-Baptiste Raguenet.

### Medio Evo
Nel III secolo, la città, che si chiama ancora Lutezia, era concentrata nell'île de la Cité, protetta da fortificazioni romane formate da un muro di 2,50 m di spessore. Sembra che a quel tempo nessun manufatto proteggesse l'accesso ai ponti di legno, questi potevano essere rapidamente distrutti o bruciati in caso di attacco. È nell'877 che Carlo II il Calvo ha fatto rafforzare le fortificazioni di Parigi per proteggere la città dalle incursioni dei Normanni che si moltiplicavano. Le mura romane sono state riparate, i ponti rinforzati e i loro piloni rinserrati per impedire il passaggio delle imbarcazioni. Fece anche costruire delle torri in legno formando piccoli castelli, per proteggere le estremità dei ponti.
Così, quando gli invasori normanni risalgono la Senna nel novembre dell'anno 885, si imbattono in una fortezza impenetrabile. Le prime feroci offensive furono respinte con determinazione dai difensori, seguì un lungo assedio di Parigi (885-886) per cercare di ridurre alla fame la popolazione e farla capitolare. Nel febbraio dell'886, una grande inondazione della Senna porta via il Petit Pont, isolando i dodici difensori rimasti nella torre di quello che diventerà il piccolo Châtelet. Combatterono ferocemente fino all'ultimo e furono tutti massacrati. Carlo il Grosso alla fine arrivò con le sue truppe e comprò la partenza dei Normanni che si spostarono devastando la Borgogna · .
Le torri di legno furono sostituite da edifici in pietra nel 1130 da Luigi VI il Grosso. Le Grand Chatelet formava una fortezza quasi quadrata, con un cortile interno e porte secondarie, circondata da profondi fossati pieni di acqua corrente, alimentati dalla Senna. Due torri fiancheggiavano i due angoli verso l'esterno, destinate a proteggere l'uscita nord del Ponte Grande.
I conti di Parigi l'abitarono fino alla fine del XII secolo, alla loro sostituzione con i Prevosti di Parigi. Dal 1190, la costruzione della cinta muraria di Parigi di Filippo Augusto ha reso inutile questa fortezza per difendere la città. Vi si stabilì la sede della giurisdizione del Prevosto di Parigi, responsabile della polizia e della giustizia penale, comprese le prigioni e camere di tortura, dove si svolgevano gli «interrogatori». La giurisdizione del prevosto era divisa in quattro sezioni: l'«audizione del parco civile», quella del «présidial», la «camera di consiglio» e la «camera criminale». Dopo la loro fusione in un solo organismo, queste diverse giurisdizioni presero il nome di «Cour du Châtelet» (Corte del Castello).
Il tribunale del Châtelet è sempre stato subordinato al Parlement di Parigi, ma si era man mano estesa la sua giurisdizione penale e civile e i casi di tradimento erano spesso giudicati lì. Per secoli i magistrati del Châtelet si sono scontrati con quelli della giurisdizione dell'Hôtel de Ville.
Durante il regno di san Luigi, dal 1250 al 1257, il Grand Châtelet fu restaurato e notevolmente ampliato. Lo Châtelet è stato poi restaurato da Carlo V nel 1369. Il 29 maggio 1418, durante la Guerra civile tra Armagnacchi e Borgognoni, grazie al tradimento di un certo Perrinet Leclerc e al sostegno degli artigiani e degli universitari, Parigi fu consegnata a Jean de Villiers de L'Isle-Adam, capitano di una truppa di seguaci del duca di Borgogna. Il 12 giugno 1418, la fazione borgognona che assedia il grande e il piccolo Châtelet massacra tutti i prigionieri armagnacchi che vi erano rinchiusi; i loro corpi, gettati dall'alto delle torri, sono stati infilzati dalle punte delle picche.
Dal 1460 era caduto in rovina a tal punto che le sedute della corte si sono svolte presso il Palazzo del Louvre, per non tornare fino al 1506; nel 1657 la corte è stata ancora una volta costretta a trasferirsi temporaneamente, questa volta per il convento dei Grandi Agostiniani sulla Rue Dauphine.

### Epoca moderna
Nel 1684 la struttura fu quasi completamente ricostruita da Luigi XIV, assumendo la forma che aveva fino a quando non fu demolito dopo la rivoluzione. Fu deciso che, durante la ricostruzione, la corte dovesse prendere sede ai Grandi Agostiniani sulla Rue Dauphine, ma i monaci non vollero cedere il loro convento. Si prese perciò la risoluzione di assediarlo e di impadronirsene con la forza seguendone molti combattimenti e assalti feroci, dove vennero uccisi un gran numero di religiosi. La vittoria andò al partito della corte, che vi si installò provvisoriamente. Col suo editto del 1684, Luigi XIV riunì assieme al Châtelet tutti i sedici giudici feudali anziani e i sei giudici ecclesiastici anziani.
"La strada che passa sotto il Chatelet (in effetti la continuazione della Rue Saint-Denis), divide una parte della prigione comunale sul lato orientale della struttura dalle varie camere delle udienze a ovest". Nei bassifondi del lato ovest vi era l'obitorio cittadino; le prigioni sul lato orientale sono aumentate da nove a venti nel corso degli anni, che vanno da dormitori dove prigionieri vivevano "à la pistole", cioè con letti, da quelli chiamati "au secret" (le segrete) che vanno da un'enorme sala con stuoie di paglia a prigioni sotterranee.
« Come tutti gli edifici del vecchio Regime connessi con l'amministrazione della giustizia, il Châtelet gode di una sinistra reputazione, anche peggiore della storica Bastiglia. Relativamente pochi parigini tra la gente comune sono stati in grado di chiarire la dubbia distinzione di un parente o un amico che languiva nei sotterranei della Bastiglia; molti di più potrebbero fare la richiesta delle camere umide del Châtelet, intrinsecamente molto più temibile di quella asciutta e relativamente confortevole prigione un miglio a est ».
Dopo queste nuove ricostruzioni, non rimaneva della vecchia fortezza che qualche torre oscura e inoffensiva. Nel 1756, poteva ancora essere visto, sopra la porta di un ufficio, sotto il porticato del Grande Castello, una lapide di marmo che contiene le parole « Tributum Cæsaris ». È stato là, senza dubbio, che si centralizzavano tutte le tasse della Gallia, uso che sembrava essere continuato, dato che la decisione del Consiglio del 1586 fa riferimento a «diritti demaniali della Corona che usano essere pagati ai pergolati del Châtelet».

### I massacri di settembre 1792

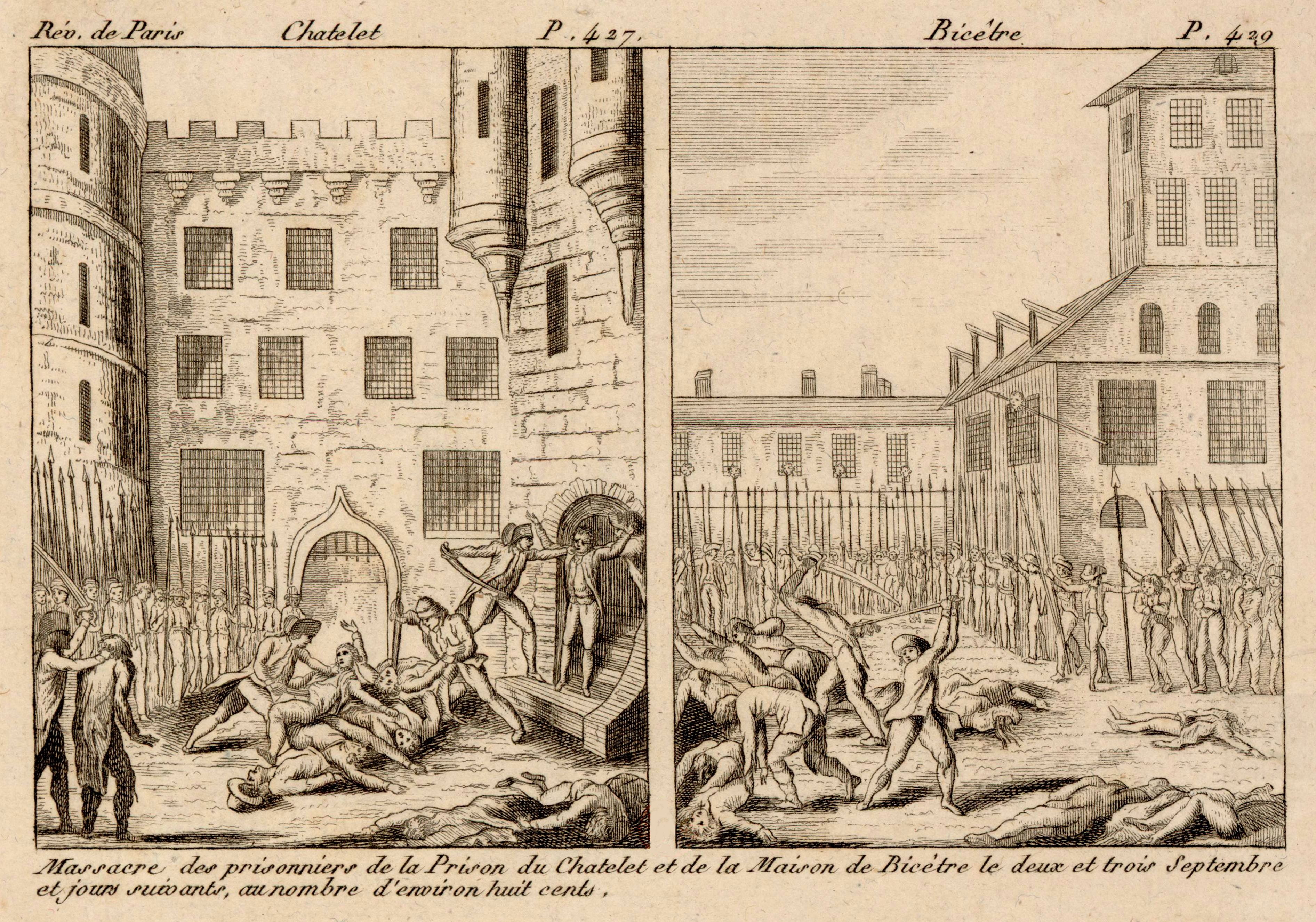
Massacro dei prigionieri del Grande Châtelet il 2 settembre 1792.

Nel periodo della rivoluzione, i detenuti incarcerati al Châtelet avevano la reputazione di essere dei grandi criminali: quando i rivoltosi aprirono le porte delle prigioni per liberare i prigionieri il 13 luglio 1789, essi si guardarono bene dall'attaccare il Châtelet. C'erano 305 detenuti nel maggio 1783, e 350 in maggio 1790. Dopo aver giudicato i primi accusati di crimini di lesa-nazione, la corte di giustizia del Châtelet fu soppressa con la legge votata il 25 agosto 1790. Le sue funzioni cessarono il 24 gennaio 1791, ma sopravvisse la prigione. Durante i massacri delle prigioni, il 2 settembre 1792, sui 269 detenuti incarcerati al Châtelet, 216 prigionieri furono infilzati o sgozzati dai rivoltosi.
«Questi prigionieri avevano sentito dire il giorno prima che le carceri sarebbero presto state svuotate, credendo di trovare la loro libertà nella confusione pubblica; pensando che all'avvicinarsi del nemico i realisti potrebbero aprire le porte, avevano, il 1º settembre, fatto i loro preparativi per la partenza; i più, il pacchetto sotto il braccio, camminavano nei tribunali. Sono usciti fuori ma in altra maniera. Un turbine terribile arriva alle 7 di sera all'Abbazia al Chatelet; un massacro indistinto inizia a colpi di sciabola, a colpi di pistola. Da nessuna parte furono più spietati.»
Tutti erano pericolosi criminali, ma nessuno di loro aveva partecipato alle cospirazioni degli aristocratici. Dopo il massacro, i loro corpi furono ammassati ai bordi del ponte grande per essere trasportati alle cave di Montrouge, nei pressi di Parigi.

## Le prigioni

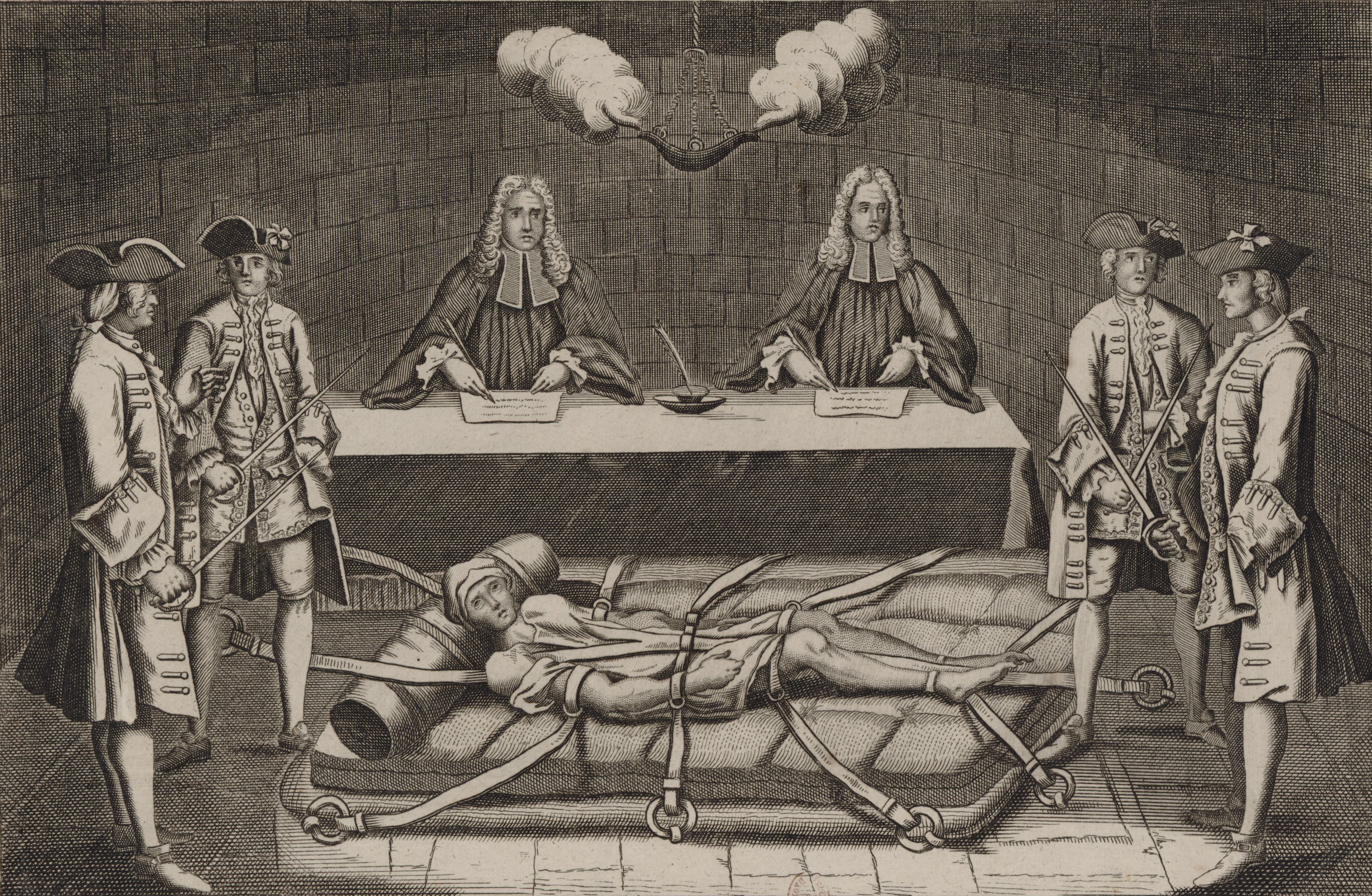
Robert François Damiens giudicato allo Châtelet.

Il Grand Châtelet è stata una delle principali carceri di Parigi. Nella sua parte orientale, le celle sono state suddivise in tre categorie: le camere comuni al piano superiore, quelle chiamate « segrete » e le fosse ai bassifondi. Durante l'occupazione di Parigi degli inglesi, una ordinanza di Enrico VI d'Inghilterra, a partire da maggio 1425, elenca la lista delle sue parti o celle. Le prime dieci erano le meno orribili, esse avevano nomi quali: Les Chaînes (le catene), Beauvoir (bellavista), la Motte (la zolla di terra), la Salle (la sala d'attesa), les Boucheries (i macelli), Beaumont (bella montagna), la Grièche (la gazza), Beauvais (sedia di canapa), Barbarie e Gloriette (grande voliera). Le seguenti erano molto più odiose, certi nomi sono eloquenti: Le Puits (il pozzo), les Oubliettes (le segrete), l'Entre-deux-huis (uscio tra i due), la Gourdaine (amo per pescare), le Berceau (la culla). Infine le ultime due erano particolarmente atroci:
- La fosse, chiamata anche Chausse d'hypocras (Filtro di Ippocrate[N 5]), nella quale i prigionieri erano calati con l'aiuto di una puleggia[N 6]. Sembra che avesse la forma di un cono rovesciato. I prigionieri avevano sempre i piedi nell'acqua e non potevano tenersi in piedi o coricati. Vi morivano di solito dopo quindici giorni di detenzione.
- Fin d'aise (Fine della comodità) che era riempita d'immondizia e di rettili.

Addirittura queste prigionie avevano una tariffa. I prigionieri dovevano pagare il geôlage per ogni notte durante la loro prigionia e un supplemento per un letto. Le tariffe variavano a seconda della sua condizione: « Conte, Cavaliere di Bandiera, cavaliere, scudiero, lombard (usuraio), ebreo o altro. »
Diversi personaggi famosi furono imprigionati al Châtelet:
- François Villon (1448)
- Clément Marot (1526)[N 10]
- Louis-Dominique Bourguignon detto Cartouche (1721)
- Robert François Damiens (1757)
- Thomas de Mahy de Favras (1790)

## L'obitorio

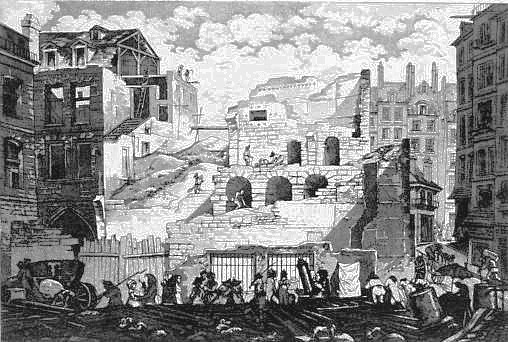
Demolizione del Grand Châtelet nel 1808

Nel XV secolo, la morgue (obitorio) ha l'aspetto di una miniera. 
I prigionieri portati nelle celle inferiori del Châtelet di Parigi erano «morgués» (umiliati) dai loro carcerieri, cioè fissati con insistenza e probabilmente con arroganza e disprezzo, per essere in grado di identificarli in caso di fuga o di recidiva. 
Per estensione, il nome «camera mortuaria» è stato attribuito a queste celle. Il deposito di un cadavere al Châtelet è menzionato per la prima volta da una sentenza del prevosto di Parigi del 23 dicembre 1371. Un'altra sentenza del prevosto di Parigi, del 1º settembre 1734, associa le celle dei bassifondi del Chatelet alla identificazione dei cadaveri.
Più tardi queste celle sono state trasferite in un'altra parte del Chatelet; la «camera mortuaria» fu destinata, nel XVIII secolo, all'esposizione dei corpi trovati in strada o annegati nella Senna. Una quindicina di corpi sono stati trovati ogni notte nel XVII secolo. Le filles hospitalières de Sainte-Catherine (figlie dell'ospedale di Santa Caterina) erano tenute a lavarli e a farli inumare nel cimitero degli Innocenti. Un'apertura praticata nella porta permetteva di riconoscerli «turandosi il naso». Nel 1804, il questore prefetto di polizia Louis Nicolas Dubois fa traslocare l'obitorio al Quai du Marché-Neuf (banchina del Mercato Nuovo) sull'Île de la Cité.

## Demolizione
Nel 1790, con l'abolizione dell'ufficio del prevosto di Parigi, il Châtelet perde le sue funzioni, e come parte della generale ristrutturazione dell'area fu demolito tra il 1802 e il 1810.
Nel 1808, Napoleone Bonaparte dà l'ordine di distruggere il Grand Châtelet. Sul suo sedime saranno costruite la Place du Châtelet al lato nord del ponte grande e il Théâtre du Châtelet, inaugurato nel 1862.

### Esplicative
1. ↑  Tribunale di appello.
2. ↑  Si può vedere la mappa sulla parte anteriore della Camera attuale del Notariato, Victoria Avenue 12 a Parigi.
3. ↑  Durante la rivoluzione il crimine di lesa maestà fu sostituito con quello di lesa nazione.
4. ↑  I loro effetti personali.
5. ↑  Imbuto di tessuto usato per filtrare liquidi densi.
6. ↑  È stato trovato nei conti del prevosto di Parigi « l'acquisto di una puleggia in rame occorrente alla prigione della Fosse del Châtelet ».
7. ↑  Tariffa di incarceramento per notte.
8. ↑  Cavaliere che aveva abbastanza vassalli per formare una compagnia di bandiera.
 Vedi (FR) Philippe de Beaumanoir, Coutumes Beauvaisis, vol. 2, édition Salmon,  § 1342.
9. ↑  Nel Medioevo: banchiere prestatore su pegno, spesso originario della Lombardia. 

(francese)
«Consolez-vous, la mère, le bon Dieu n'est pas un lombard»

(italiano)
«Consolatevi, madre, il buon Dio non è un usuraio»
(Honoré de Balzac, Jésus-Christ en Flandre p. 306)
10. ↑  Clément Marot vi compone il suo Enfer (Inferno).

### Bibliografiche
1. ↑  (FR) Jacques Hillairet, Connaissance du vieux Paris, Éditions Princesse, 1954,  p. 83.
2. ↑  (EN) David Garrioch, The Making of Revolutionary Paris, University of California Press, 2002,  p. 18, ISBN 0-520-23253-4.
3. 1 2  (FR) Jacques Hillairet, Dictionnaire historique des rues de Paris, vol. 1, 8ª ed., Éditions de Minuit, 1985,  pp. 331-332.
4. 1 2  (FR) Eugène Viollet-le-Duc, Encyclopédie médiévale, vol. 1, G. Bernage, 1978,  p. 317.
5. ↑  (FR) Héron de Villefosse, Histoire de Paris, Grasset, 1995,  p. 29.
6. ↑  (FR) Guy le Hallé, Histoire des fortifications de Paris, Horvath, 1995,  pp. 35-36.
7. ↑  Chardans, pp. 27-29.
8. 1 2  Hillairet, p. 83.
9. ↑  (EN) William W. Kibler e Grover A. Zinn, Medieval France: An Encyclopedia, Routledge, 1995,  p. 758, ISBN 0-8240-4444-4.
10. ↑  (EN) Léon Bernard, The Emerging City: Paris in the Age of Louis XIV, Duke University Press, 1970,  p. 34.
11. ↑  (FR) Giorgio Perrini, Paris, deux mille ans pour un joyau: une contre-histoire de la capitale de la France, Paris, Jean de Bonnot, 1992,  pp. 54-55.
12. ↑  (EN) William Walton, The history of Paris from the earliest period to the present day: containing a description of its antiquities, public buildings, civil, religious, scientific, and commercial institutions, Parigi, A. e W. Galignani, 1825,  pp. 100-101.
13. ↑  Dulaure.
14. ↑  Bernard, p. 34.
15. ↑  Bernard, p. 33.
16. ↑  (FR) Jules Michelet, Histoire de la Révolution Française, vol. 4, Jean de Bonnot, 1989,  p. 132.
17. ↑  Dulaure, p. 257.
18. 1 2  Hillairet, p. 84.
19. ↑  Chardans, p. 40.